# Le Mâche-Laurier
Le Mâche-Laurier est une revue de poésie publiée par les éditions Obsidiane. Celle-ci comporte vingt-cinq livraisons dont la publication s'étale — au rythme régulier de deux, puis d'un seul numéro l'an — de janvier 1994 à juin 2008.

## La revue
S'attachant particulièrement à la défense du vers français, mais ouvert à d'autres écritures, Le Mâche-Laurier a tout au long de son histoire montré son intérêt pour le dialogue entre les poètes, les graveurs et les peintres en proposant dans chacun de ses numéros des œuvres d'artistes contemporains : Jean-Louis Gerbaud, Christian Bonnefoi, Jacques Busse, Gérard Titus-Carmel, François Dilasser, Claude Faivre, Sofi Hémon, Sylvie Turpin, Georges Monti, Bruno Grégoire…
Le numéro 25 (juin 2008) comporte la liste intégrale des auteurs et artistes publiés.

## Conseil de rédaction
(juillet 2012).
François Boddaert (directeur de la publication), Pascal Boulage, Christian Doumet (secrétaires de rédaction), Jean-Claude Caër, Pascal Commère, Bruno Grégoire, Hédi Kaddour, Petr Král, Patrick Maury, Gilles Ortlieb, Jean-Baptiste de Seynes — et quelques autres[Qui ?], au gré des saisons[Quand ?].

## Origine du nom
Le premier numéro fournit l'origine du nom dans sa note liminaire :

« Mâche-Laurier : l'expression désignait ironiquement au XVIIe siècle, ‹ un poète un peu fou, imbu de sa supériorité › (H. Benac). Déjà Ronsard l'adopte dans l'une de ses Chansons des Amours de Cassandre, où elle représente l'inspiration poétique. De là découle l'ambition de cette revue : affirmer la place du poète ; et illustrer le vers français contemporain. Dix mâche-laurier la font leur, chacun avec sa voix singulière, en ouvrant ces pages à des œuvres en cours, à des études sur la poésie (de préférence aux ‹ notes de lecture ›, souvent trop brèves pour capter l'attention) et à des poèmes absurdement oubliés. »